# Mauritius International 2017
Die Mauritius International 2017 im Badminton fanden als offene internationale Meisterschaften von Mauritius vom 12. bis zum 15. Juni 2017 in Beau Bassin-Rose Hill statt.

## Austragungsort
- Stadium Badminton Rose Hill, National Badminton Centre, Duncan Taylor Street

## Sieger und Platzierte
| Disziplin    | Gold                               | Silber                             | Bronze                                                      |
| ------------ | ---------------------------------- | ---------------------------------- | ----------------------------------------------------------- |
| Herreneinzel | Goh Giap Chin                      | Misha Zilberman                    | K. Ajay Kumar                                               |
| Herreneinzel | Goh Giap Chin                      | Misha Zilberman                    | Rosario Maddaloni                                           |
| Dameneinzel  | Shikha Gautam                      | Anura Prabhudesai                  | Kate Foo Kune                                               |
| Dameneinzel  | Shikha Gautam                      | Anura Prabhudesai                  | Grace King                                                  |
| Herrendoppel | Fabio Caponio Giovanni Toti        | Aatish Lubah Georges Paul          | Gilles Allet Sahir Edoo                                     |
| Herrendoppel | Fabio Caponio Giovanni Toti        | Aatish Lubah Georges Paul          | Christopher Paul Saheer Ramrakha                            |
| Damendoppel  | Lisa Kaminski Hannah Pohl          | Sanyogita Ghorpade Prajakta Sawant | Aminath Nabeeha Abdul Razzaq Fathimath Nabaaha Abdul Razzaq |
| Damendoppel  | Lisa Kaminski Hannah Pohl          | Sanyogita Ghorpade Prajakta Sawant | Maisa Fathuhulla Ismail Nafha Nasrullah                     |
| Mixed        | Yogendran Krishnan Prajakta Sawant | Jonathan Persson Kate Foo Kune     | Sahir Edoo Aurelie Marie Elisa Allet                        |
| Mixed        | Yogendran Krishnan Prajakta Sawant | Jonathan Persson Kate Foo Kune     | Hussein Zayan Shaheed Fathimath Nabaaha Abdul Razzaq        |